# Guidi (Adelsgeschlecht)

Stammwappen der Guidi

Die Guidi waren ein im Mittelalter bedeutendes italienisches Adelsgeschlecht, das seine Besitztümer und seinen Einflussbereich hauptsächlich im Casentino und im Mugello in den heutigen Provinzen Arezzo und Florenz hatte. Hauptsitz der Familie war die Burg in Poppi. Zwischen 1377 und 1440 gerieten sie in Konflikt mit Florenz und wurden verdrängt. Zweige der Familie bestehen bis heute.

## Geschichte

### Frühe Familiengeschichte

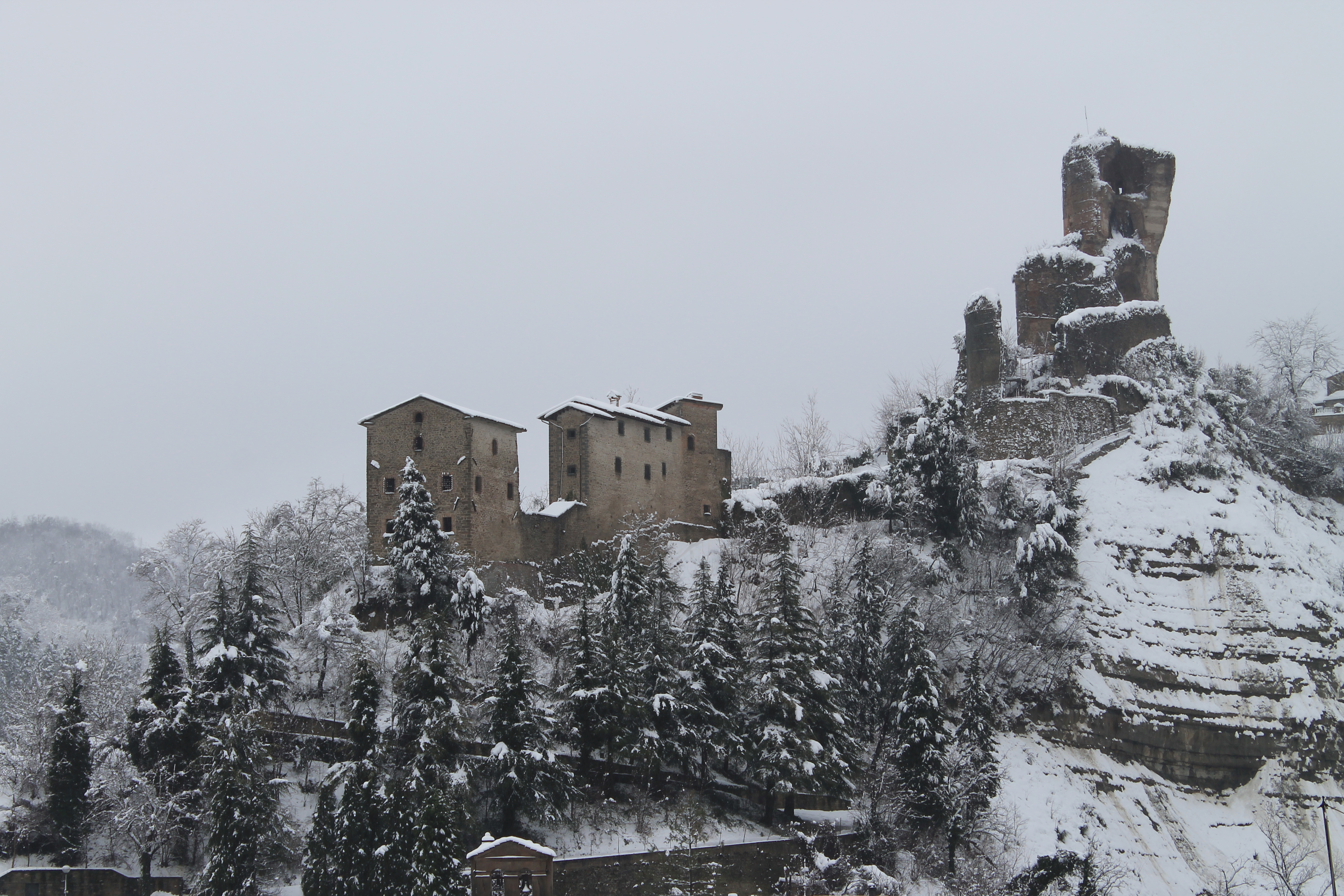
Die Burg von Modigliana

Den mittelalterlichen Geschichtsschreibern Giovanni Villani und Scipione Ammirato nach stamme die Familie aus Deutschland und basiere auf einem Teudelgrimo (oder Tegrimo), der mit Otto I. im September 951 an seinem Italienzug teilgenommen habe und von ihm mit der Burg von Modigliana belehnt worden sei. Diese Geschichte kann allerdings nicht stimmen, da Tegrimo bereits 923 in Dokumenten auftaucht, und zwar als in Pistoia ansässiger Pfalzgraf der Toskana. Durch die Heirat mit Ingeldrada, Tochter eines Herzogs Martino, ist er Graf von Modigliana geworden.
Aus dieser Ehe gingen die Kinder Ranieri und Guido hervor, von denen einer König Hugo I. als Taufpaten hatte. Ranieri wird als „Diakon“ bezeichnet und 967 in Ravenna von Kaiser Otto I. und Papst Johannes XIII. in Abwesenheit verurteilt, weil er das Erzbistum Ravenna geplündert und den Erzbischof Pietro misshandelt habe. Sein Bruder, Graf Guido I. (von dessen Leitnamen sich der Familienname herleitet), hatte mit seiner Frau Gervisa einen Sohn Teudegrimo II., der das Kloster San Fedele in Poppi (heute zu Castel San Niccolò gehörend) als Grablege der Familie stiftete, die sich später oberhalb des Klosters die Burg Poppi errichtete. Seine Witwe Guilla und sein Sohn Guido II. übereigneten der Kirche 992 die Dörfer Larniano, Loscove und Quorle, der Sohn ferner 1029 im Gedächtnis an seine verstorbene Frau Emilia vier Höfe.
Dessen Kinder Teudegrimo III. († 1099) und Guido III. dagegen lebten um 1034 noch in Pistoia. Der Letztgenannte verstarb 1043 auf seiner Burg am Vincio di Montagnana, einem Seitenzufluss des Ombrone Pistoiese. Aus seiner Ehe mit einer Adeletta stammte der Sohn Alberto und der Enkel Guido IV., der wiederum als Sohn Guido V. hatte († 1103, verheiratet mit Ermellina, Tochter des Grafen Alberto di Mangona). Dieser verkehrte mit seinem Sohn Guido Guerra I. († um 1131, verheiratet mit Imilia di Rainaldo Sinibaldo) am Hofe der Mathilde von Tuszien. Von dessen Sohn, Guido Guerra II. (* um 1122; † 1186), ist durch Otto von Freising bekannt, dass er um 1144 mit Siena paktierte. Drei Jahre später begannen die ersten Kriegshandlungen mit den Herrschern aus Florenz, welche die Burg Monte di Croce (auch Montedicroce) nahe Fornello im Gebirge des Monte Fiesole (heute Ortsteil von Pontassieve) angriffen. Der erste Versuch einer Einnahme der Burg wurde abgewehrt, aber bereits 1154 gelang es den Florentinern, sich die Burg einzuverleiben und dann zu zerstören. Um 1155 gründete Guido Guerra II. Poggibonsi.
Auf Guido Guerra II. folgte sein Sohn Guido Guerra III. (auch Guido Guidi genannt), der im Familienpalazzo in Pistoia residierte und sich seit 1185 mit Kaiser Friedrich I. Barbarossa traf, um seine politischen Vorstellungen zu erörtern. 1190 führte er Krieg mit der in Faenza herrschenden Familie Traversari di Ravenna. 1196 übernahmen die Guidi von Pietro Traversari die Orte und Burgen von Dovadola, Monteacuto und Gello und führten von 1203 bis 1207 Krieg gegen Pistoia. Um 1190 übernahmen sie von ihrem Hauskloster San Fidele de Strumi die unmittelbar oberhalb des Klosters gelegene Burg Poppi (in Castel San Niccolò) oder errichteten diese.
Barbarossas Sohn Heinrich VI. erklärte die Linie der Guidi Guerra um 1195 zur Hauptlinie der Familie und Guido Guerra III. zum Signore di Modigliana. Guido Guerra III. heiratete um 1180 Gualdrada di Bellincione Berti de’ Ravignani aus Florenz, mit der er neun Kinder hatte, davon fünf männliche: Der erstgeborene Guido Guerra IV. (auch Il Vecchio genannt, * um 1180; † 1239, späterer Conte di Modigliana), Marcovaldo (* um 1182/87; † 1229, Conte di Dovadola, Provinz Forlì-Cesena, heiratete Beatrice di Capraia), Aghinolfo (* um 1182/88; † 1247, Conte di Romena, erbte die im 12. Jahrhundert erworbene Burg Romena), Teudegrimo (* um 1176, Conte di Porciano) sowie einen früh verstorbenen Sohn namens Ruggieri, der der Linie der Dovadola angehörte und einen Sohn, Guido Salvatico (* um 1240; † um 1316) genannt, hinterließ.

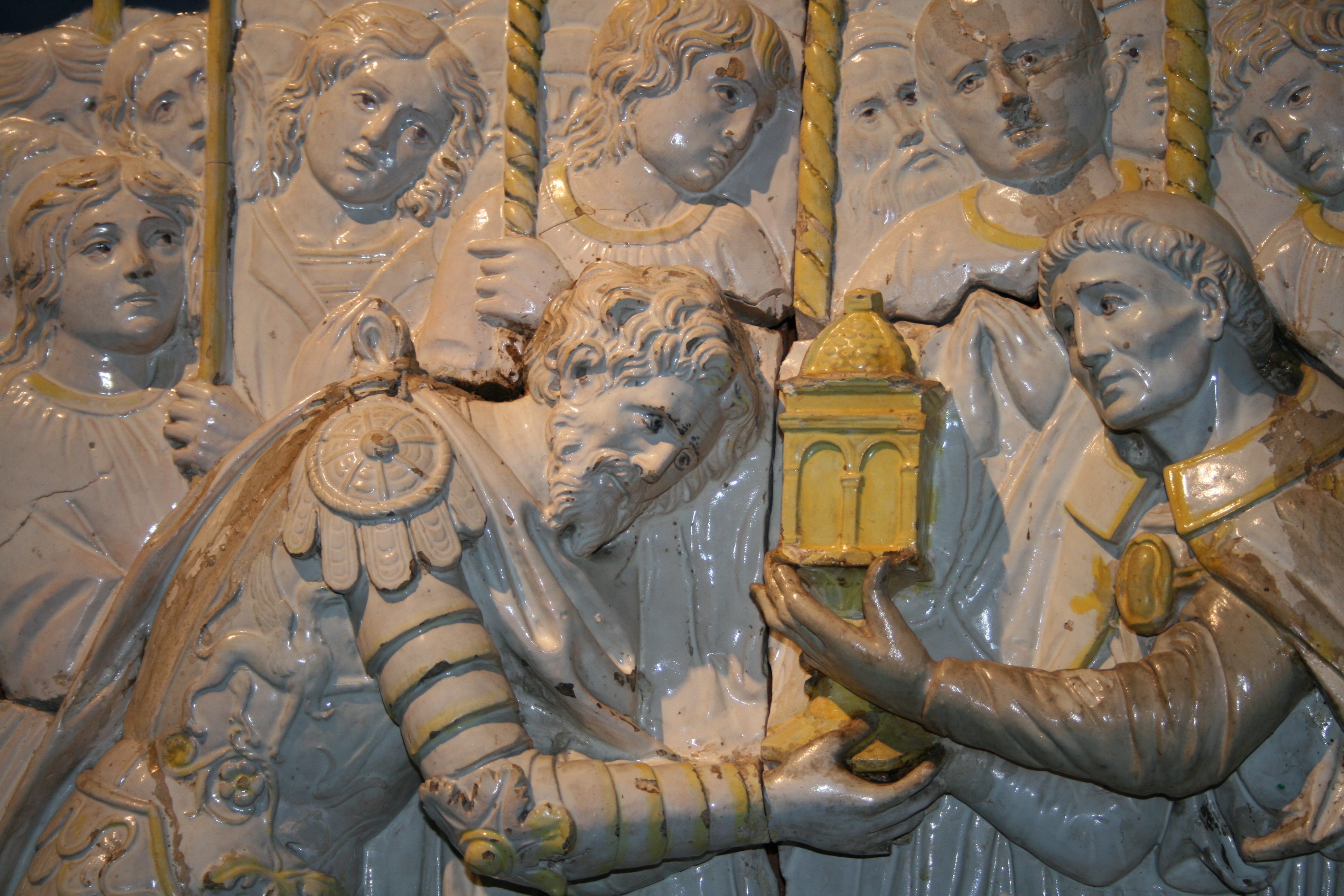
Porträt des Guido Guerra V. von Andrea della Robbia

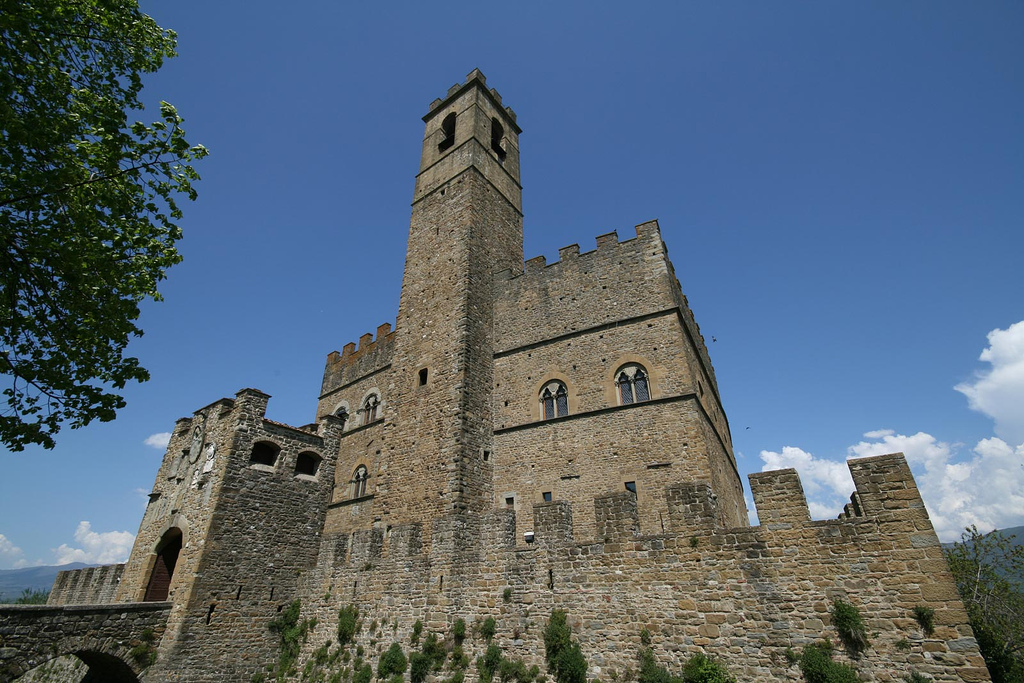
Burg Poppi

Guido Guerra IV. zeugte die Söhne Guido Novello (späterer Conte di Modigliana) und Simone I. (* um 1230; † um 1280), der die Grafschaft von Battifolle (später Poppi genannt, heute Ortsteil von Castel San Niccolò) um 1247 übernahm, zusätzlich zur bereits 1191 in ihrem Besitz erwähnten Burg Poppi. Beide stellten sich auf die Seite der Ghibellinen. Von Marcovaldo gingen zwei Söhne aus, Guido Guerra V. (* 1220; † im Oktober 1272 in Montevarchi) und Ruggieri II., die sich den Guelfen anschlossen, sodass die vier Vettern sich 1260 in der Schlacht von Montaperti auf verschiedenen Seiten gegenüberstanden. Dabei besiegte die kaiserlich-ghibellinische Partei unter der Führung von Siena die guelfischen Truppen unter Führung von Florenz. 1289 fand dann die Schlacht von Campaldino in der Ebene unterhalb der Burg Poppi statt; an ihr nahmen auf der (diesmal siegreichen) guelfischen Seite u. a. die Dichter Cecco Angiolieri und Dante Alighieri teil, auf der unterlegenen ghibellinischen kommandierte Graf Guido Novello die Kavallerie und zog sich nach verlorener Schlacht auf die Burg seines Bruders zurück. Dante berichtet in seiner Göttlichen Komödie von der Schlacht, über die heute ein Museum auf der Burg Poppi informiert.

### Familienzweig der Guidi di Romena

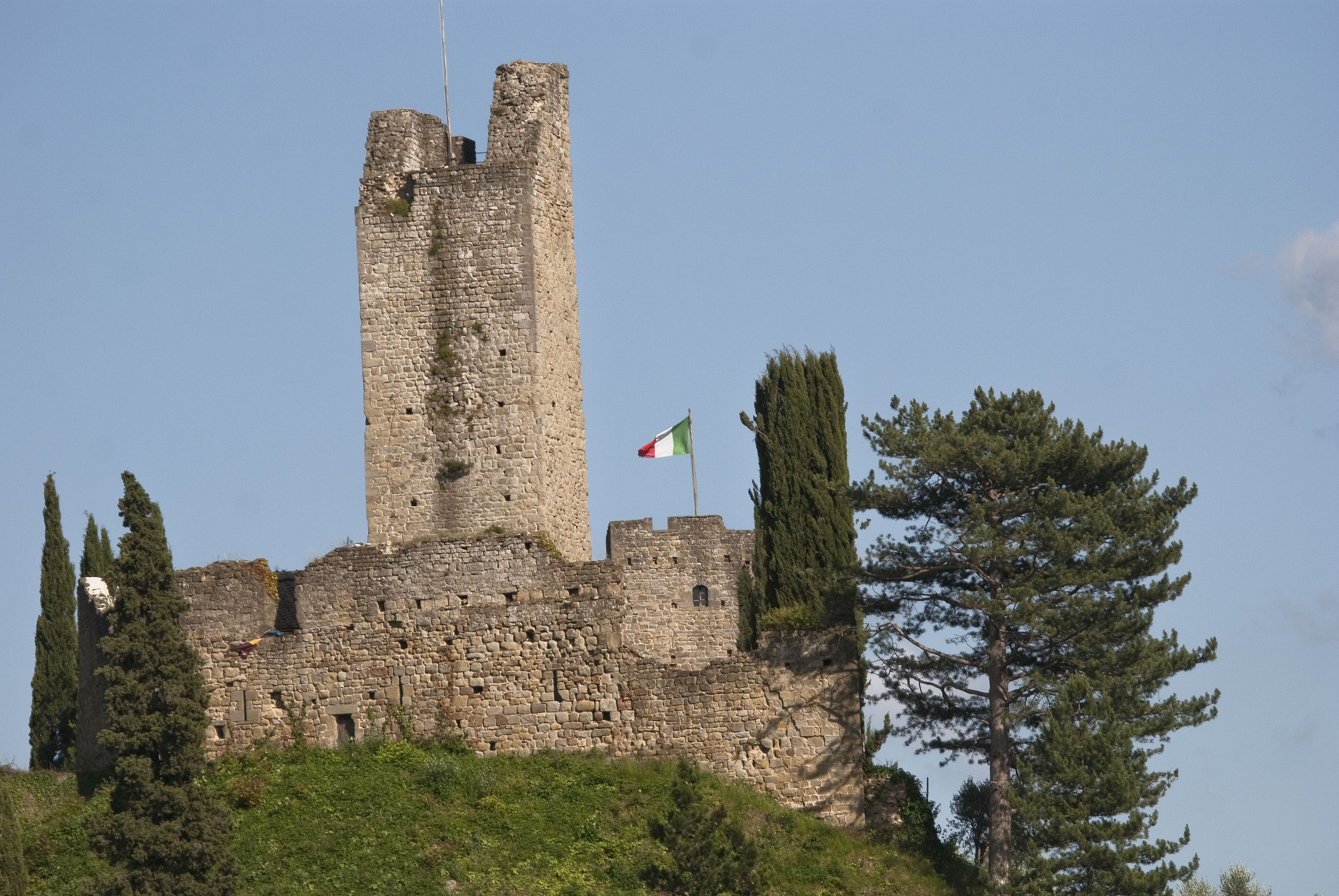
Das Castello di Romena in Pratovecchio

Durch Aghinolfo und seine Frau Giovanna dei Marchesi Pallavicino entstand der Familienzweig in Romena nahe dem heutigen Pratovecchio. Diesem Zweig gehörten später Guido I. Pace di Romena (auch Guido I. di Romena, Sohn des Aghinolfo, * um 1210/15; † vor 1281 verstorben, verheiratet mit Maria di Uberto Pallavicini), Alessandro Guidi di Romena († um 1303, Sohn des Guido I. di Romena, 1288 Podestà in Faenza und päpstlicher Marschall der Romagna) und Guido Guidi II. di Romena an († nach 1283, Sohn des Guido I. di Romena, um 1283 Podestà von Siena). Ildebrandino Guidi di Romena, auch Bandino genannt, Sohn des Guido I. di Romena, * um 1257/65; † 1313 in Pisa, wurde Bischof von Arezzo und Vorgänger des Guido Tarlati. Aghinolfo Guidi di Romena, auch Aghinolfo di Aghinolfo di Romena genannt, Sohn des Guido I. di Romena,* um 1251/58; † 1338, wurde Podestà von Siena 1284. Ferner stammte der Kardinal Aghinolfo Guidi di Romena († 1328) aus dieser Linie.
Dante berichtet von einem Mastro Adamo, der auf Anstiftung der Guidi von Romena Goldflorentiner fälschte und dafür hingerichtet wurde (Inferno XXX, vv. 46-90). Dante selbst war mit den Guidi befreundet und besuchte sie während seines Exils in Romena. 1357 wurde die Burg an die Stadt Florenz verkauft.

### Familienzweig der Guidi di Dovadola

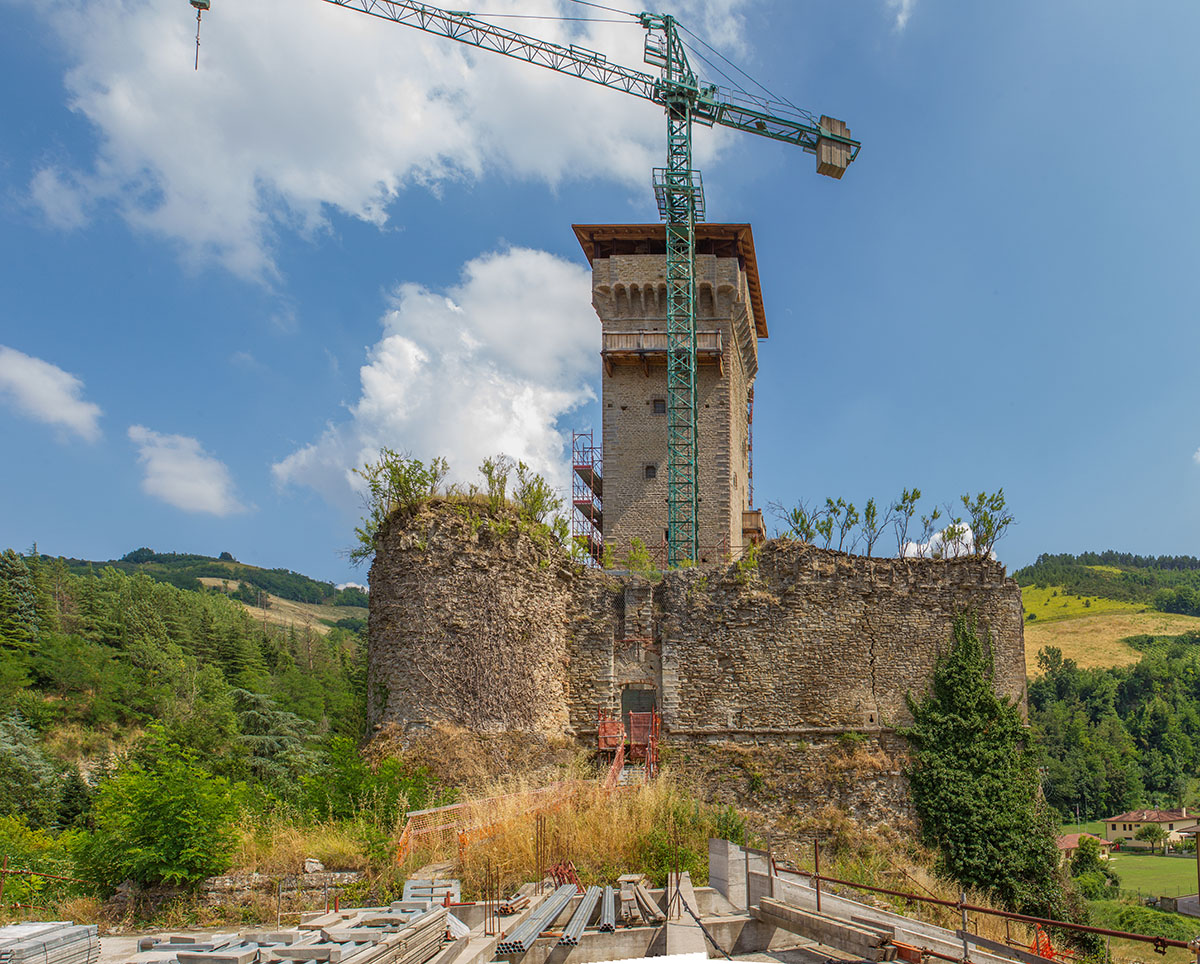
Burg Dovadola

Dieser Familienzweig entstand durch den Guelfen Guido Guerra V. Dieser trat erstmals als Familienoberhaupt in Erscheinung, als er am 25. März 1254 das Gebiet von Montemurlo an die Vertreter von Florenz, unter ihnen Brunetto Latini, verkaufte. Gleiches geschah im August des gleichen Jahres mit den Besitztümern in Vinci (oder nach Repetti am 6. Mai 1255). Guido Salvatico (war mit der Manentessa di Buonconte da Montefeltro verheiratet, hatte neben Ruggero noch die Söhne Taddeo und Francesco, war 1266 Podestà von Prato) und gab 1273 die Burg von Montevarchi an Florenz zurück, nachdem sein Vater Ruggieri di Dovadola diese 1260 nach der Schlacht von Montaperti als Ghibelline von den Guelfen übernommen hatte. Am 23. August des gleichen Jahres veräußerte er aus Finanznot die Burg in Cerreto Guidi an Florenz (an deren Stelle sich Cosimo I. de’ Medici um 1555 die Villa Medici als Jagdsitz errichtete) und ebenso die kleineren Burgen von Colle alla Pietra (Cerreto Guidi), Collegonzi (Vinci) und Musignano (Cerreto Guidi). In den achtziger Jahren war er zudem mehrfach Podestà von Siena. 1301 gab er die Familienoberschaft an seinen Sohn Conte Ruggieri di Guido Salvatico (* um 1280; † September 1332) ab, der im August 1304 Podestà von Florenz und 1317 von Siena war und der 1322 zum Capitano del Popolo von Siena wurde. Er hinterließ drei Söhne, Marcovaldo, Francesco und Carlo. Ihm folgte sein erstgeborener Sohn Marcovaldo II. di Dovadola. Nach dessen Tod führte sein Bruder Francesco die Signoria von Dovadola weiter. Dieser starb 1407 und hinterließ die vier Söhne Giovanni, Carlo, Francesco und Guelfo.

### Konflikt mit Florenz und Untergang der Dynastie
Nach dem Krieg zwischen Papst Gregor XI. und der Republik Florenz rebellierte Modigliana gegen die Herrschaft der Conti Guidi und schloss sich am 2. August 1377 Florenz an, was noch im gleichen Monat von Florenz akzeptiert wurde. 1405 übergab Francesco di Dovadola den Ort Dovadola an die fiorentinischen Herrscher. Poppi blieb noch bis 1440 in der Hand der Guidi und unterstützte das Herzogtum Mailand bei seiner Kampagne gegen Florenz. Nach der Schlacht von Anghiari, die Florenz siegreich gegen Mailand gestalten konnte, wandten sich die Streitkräfte Richtung Poppi und belagerten die Burg. Das damalige Familienoberhaupt Francesco II. übergab nach wenigen Tagen Belagerung die Burg an den Gegner und flüchtete nach Bologna.

## Burgen und Castelli der Guidi (Auswahl)

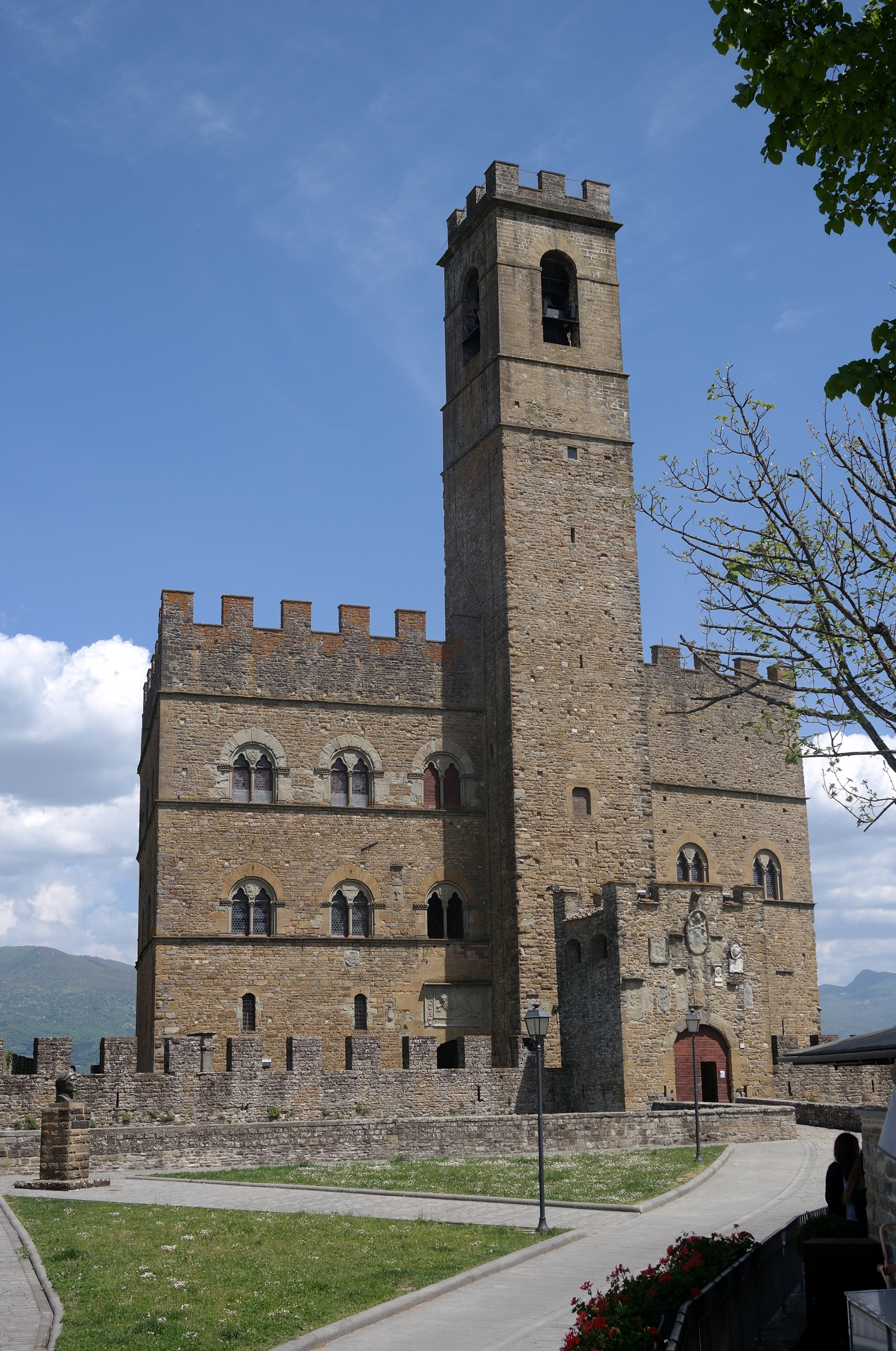
Burg Poppi, letzter Hauptsitz der Familie Guidi (bis 1440)

- Calenzano: Die Burg im 12. Jahrhundert von den Guidi erbaut, ging nach 1300 an Florenz über.
- Castel San Niccolò: Castello dei Conti Guidi, auch Corte di Vado genannt, erstmals 1029 erwähnt. Gehörte den Conti Guidi da Battifolle bis 1349 und ging dann nach einer Rebellion an Florenz über[18].
- Cerreto Guidi: Castello dei Conti Guidi, bereits 1079[19] dokumentierte Burg, ging 1273 in den Besitz von Florenz über[20]
- Londa, Ansiedlungen an den Flüssen Rincine und Moscia, aus dem der Ort Londa um das Jahr 1000 entstand[21].
- Montemignaio: Castello dei Conti Guidi, auch Castello Leone genannt, erstmals 1103 erwähnt, gelangte es in den Besitz der Guidi. Gehörte den Conti Guidi da Battifolle bis 1349 und ging dann nach einer Rebellion an Florenz über[22].
- Modigliana: Castello di Modigliana (auch Rocca di Modigliana oder Castello dei Conti Guidi genannt), heutige Burgruine, entstand bereits vor dem 10. Jahrhundert[23]. 1377 an Florenz.
- Montevarchi: Castello di Caposelvi, war bis 1230 im Besitz der Guidi und wurde von Florenz nach Belagerung übernommen[24].
- Ortignano Raggiolo, Burg im Ortsteil Raggiolo, gehörte den Guidi im 13. Jahrhundert und wurde später von Arezzo übernommen[25].
- Pontassieve: Castello di Monte di Croce, bis 1154 im Besitz der Guidi[26].
- Pelago: Castello dei Conti Guidi, erstmals 1089 erwähnt[27]. Nach 1248 vom Bistum Fiesole an die Familie Cattanei verlehnt.
- Poppi: Castello dei Conti Guidi, letzter Hauptsitz der Familie, wurde erstmals 1191 schriftlich erwähnt[28]. Der heutige Bau in der 2. Hälfte des 13. Jahrhunderts vermutlich vom Architekten Arnolfo di Cambio errichtet. Bis 1440 im Besitz der Guidi.
- Porciano bei Stia, Castello di Porciano, früherer Hauptsitz der Familie, entstand um das Jahr 1000 durch die Guidi[29].
- Portico di Romagna, 1386 an Florenz.
- Pratovecchio: Castello di Romena, erstmals 1008 erwähnte Burg, die am Anfang des 12. Jahrhunderts von den Guidi übernommen wurde[30]. 1357 an Florenz verkauft.
- Rendola, Ortsteil von Montevarchi: Castello, welches zum Castello di Porciano gehörte, wurde dann von Pier Saccone Tarlati eingenommen[31].
- Tredozio, 1428 an Florenz
- Vinci: Castello dei Conti Guidi, auch Castello della Nave genannt, wurde von den Conti Guidi um das Jahr 1000 errichtet[32] und wurde am 12. August 1254 an Florenz verkauft[33].

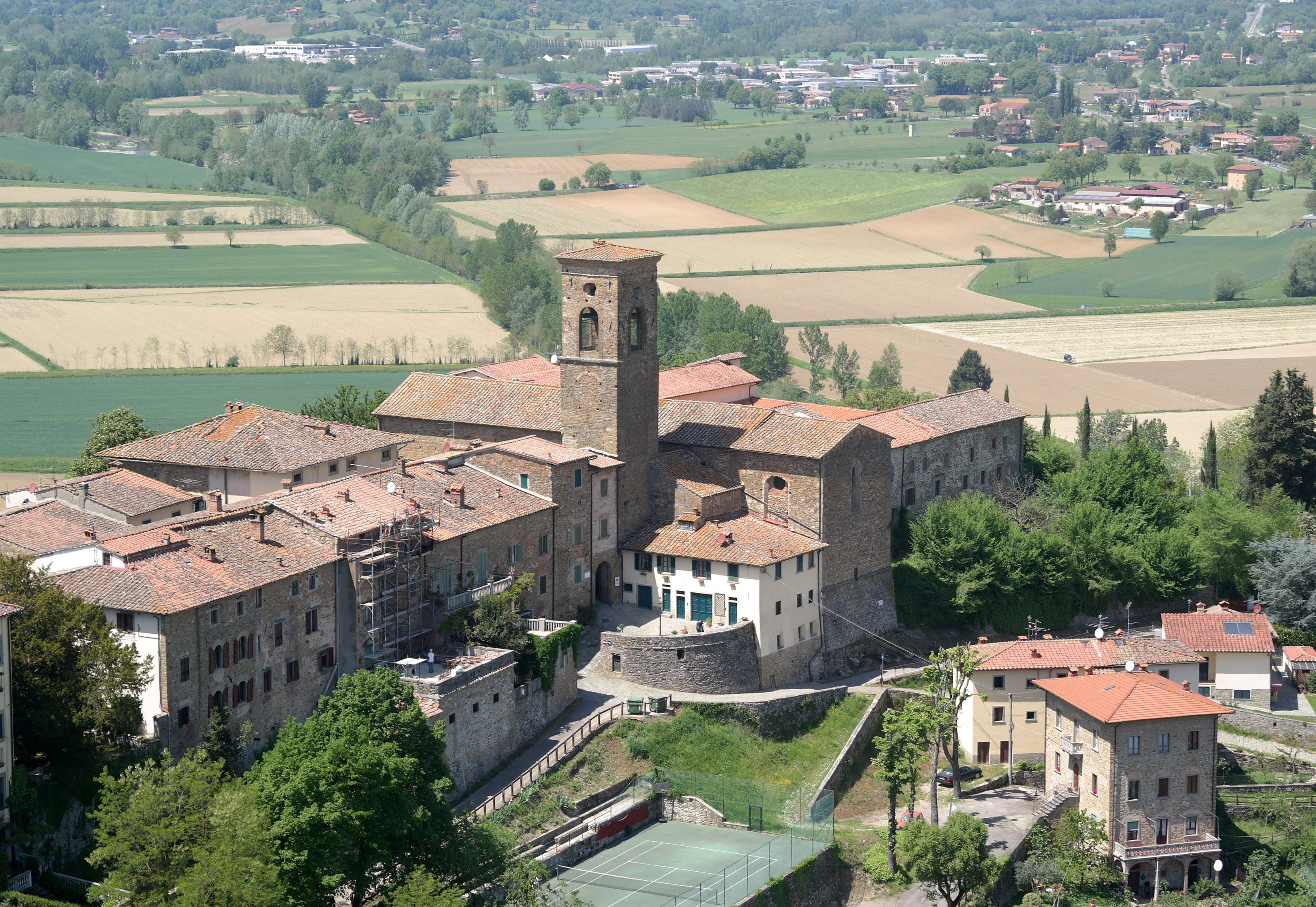
Blick von der Burg Poppi auf das Dorf und das Hauskloster San Fedele
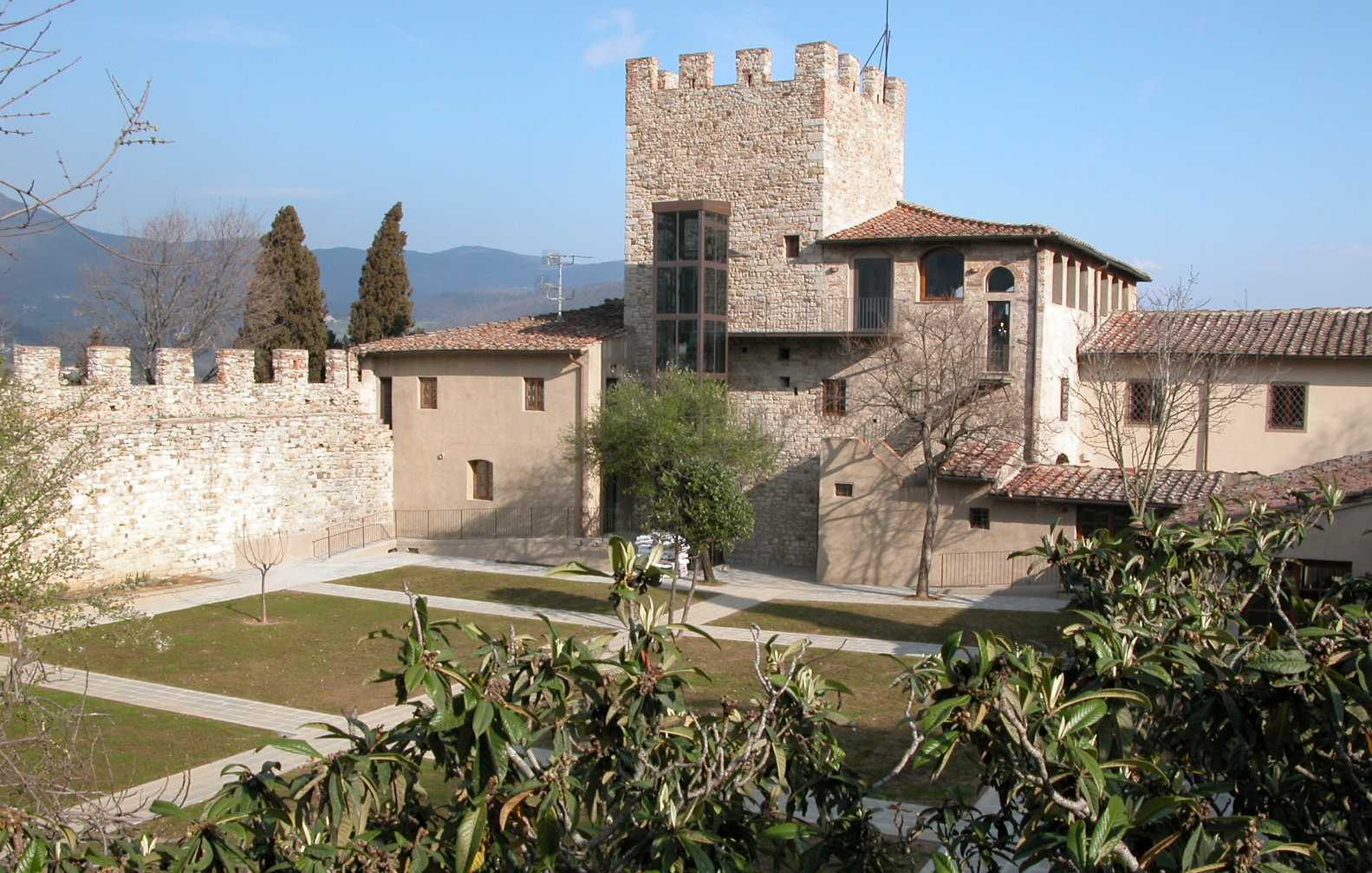
Calenzano
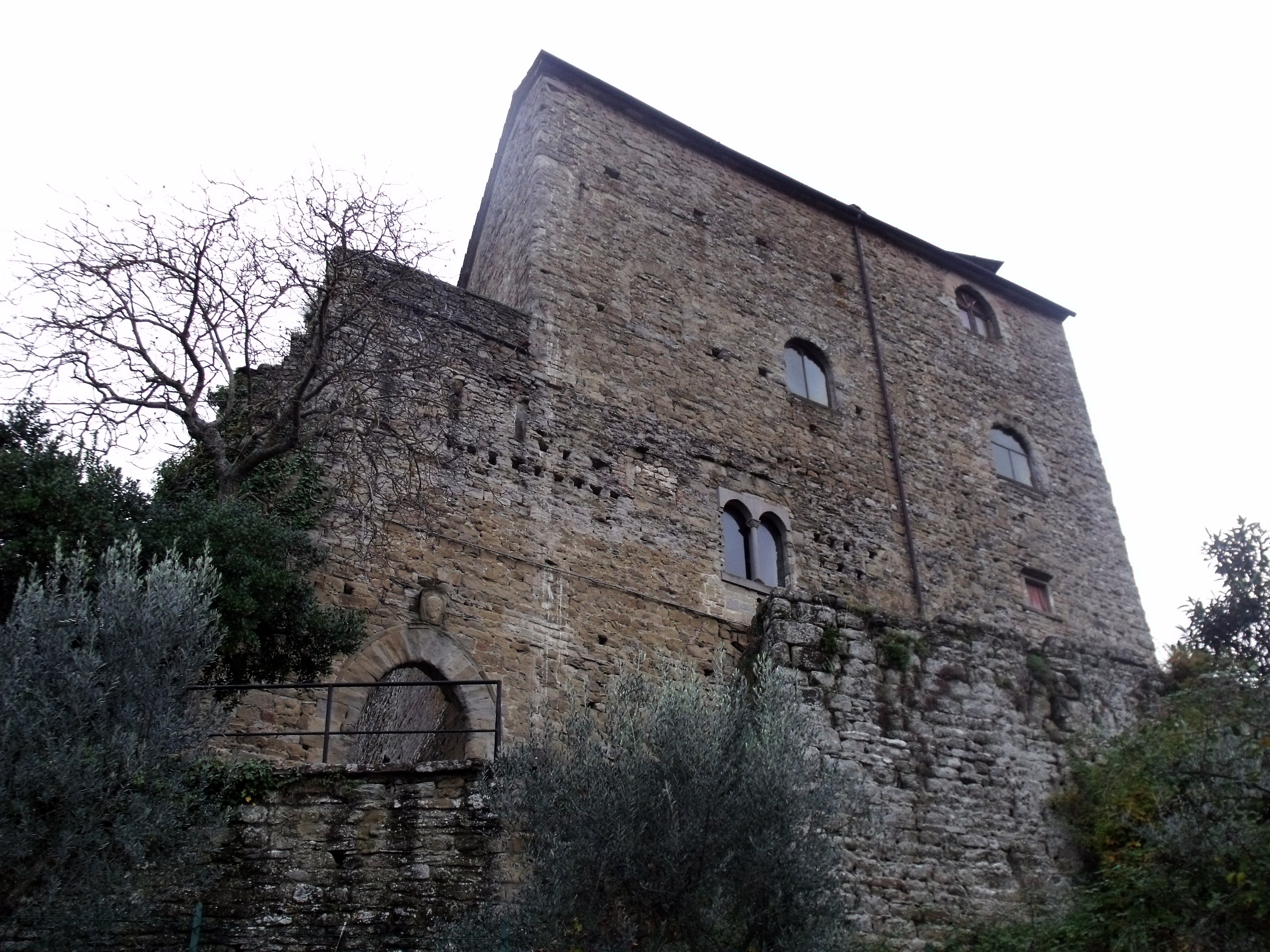
Castel San Niccolò
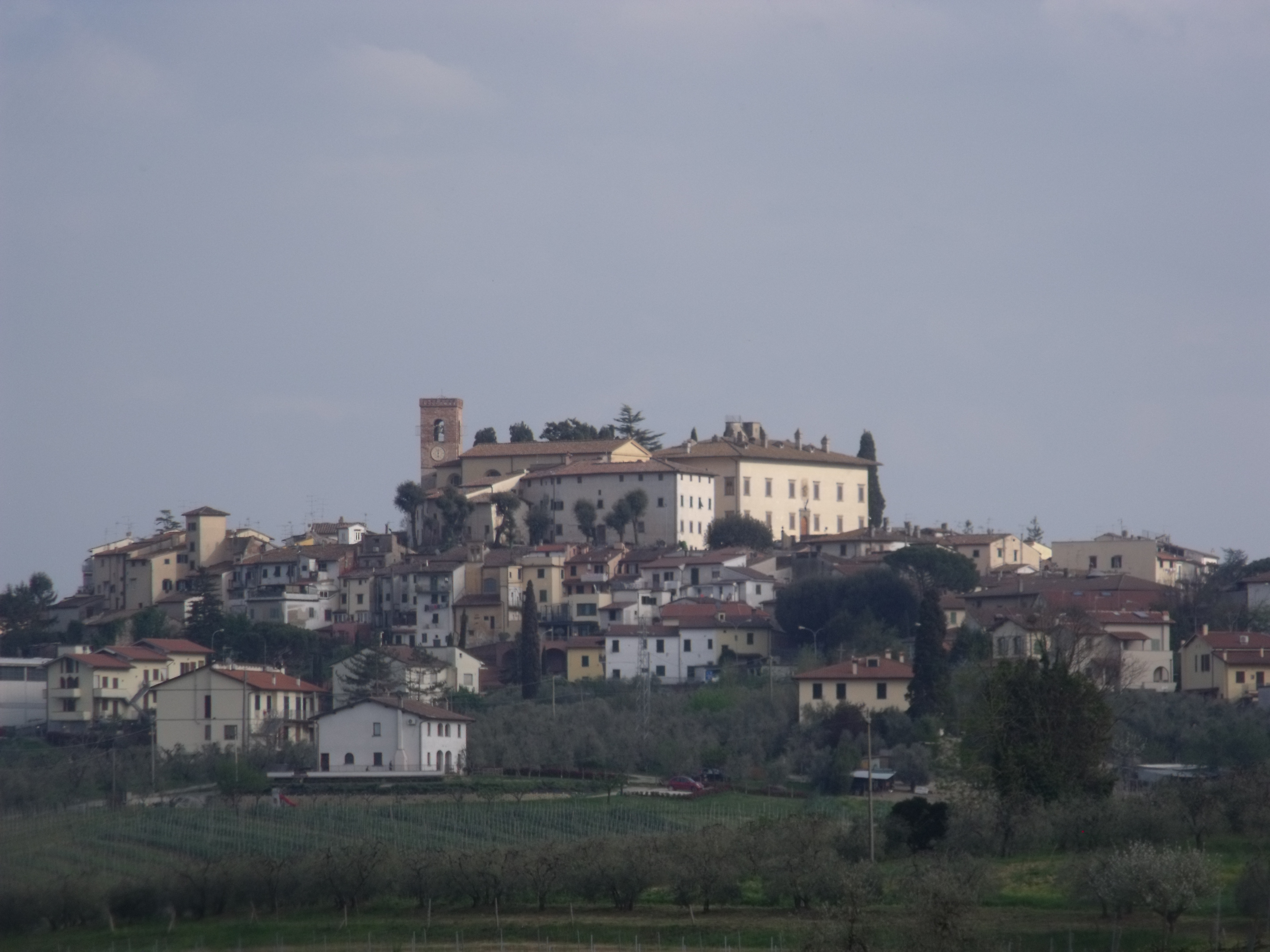
Cerreto Guidi
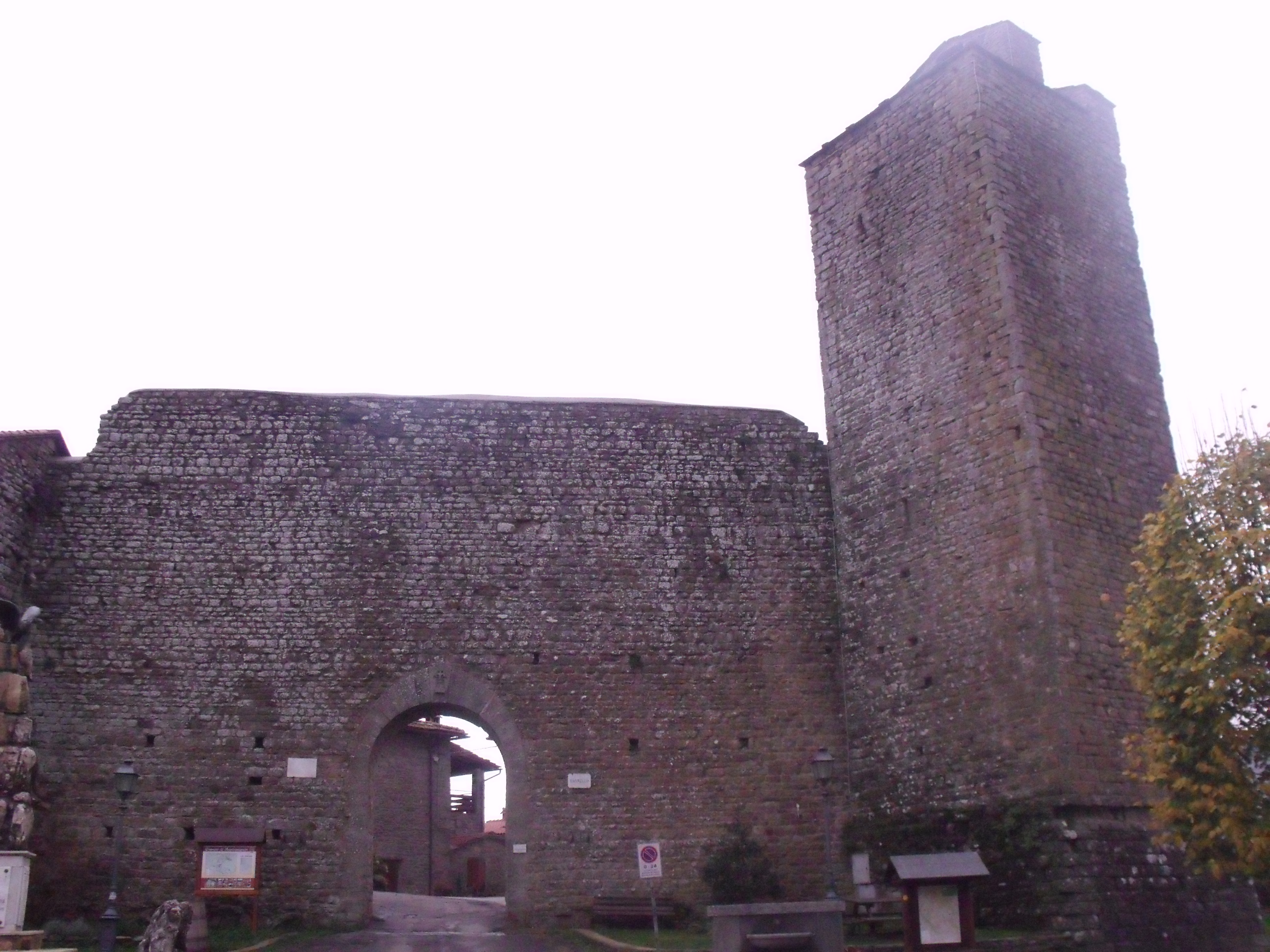
Montemignaio
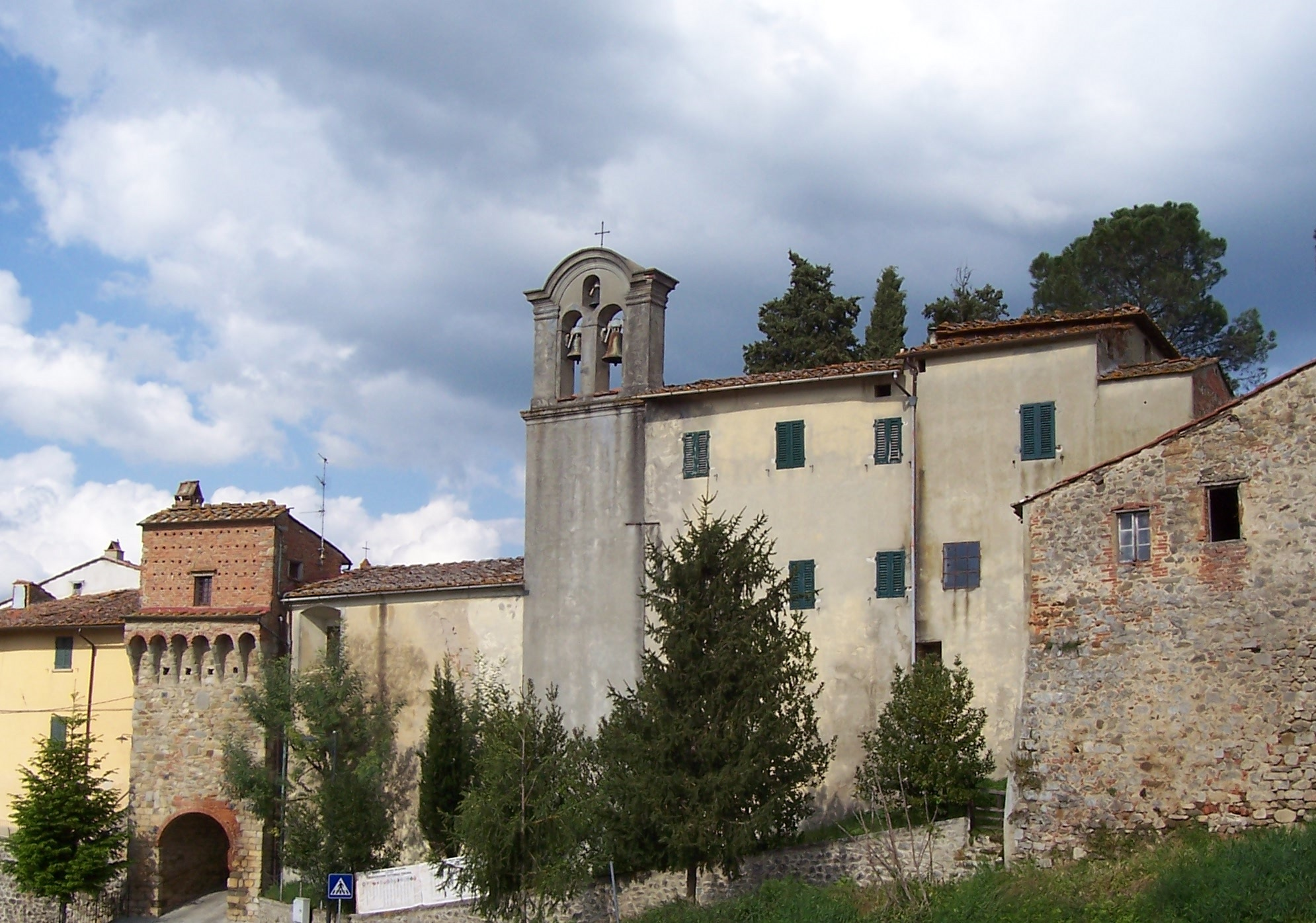
Montevarchi (Castello di Caposelvi)
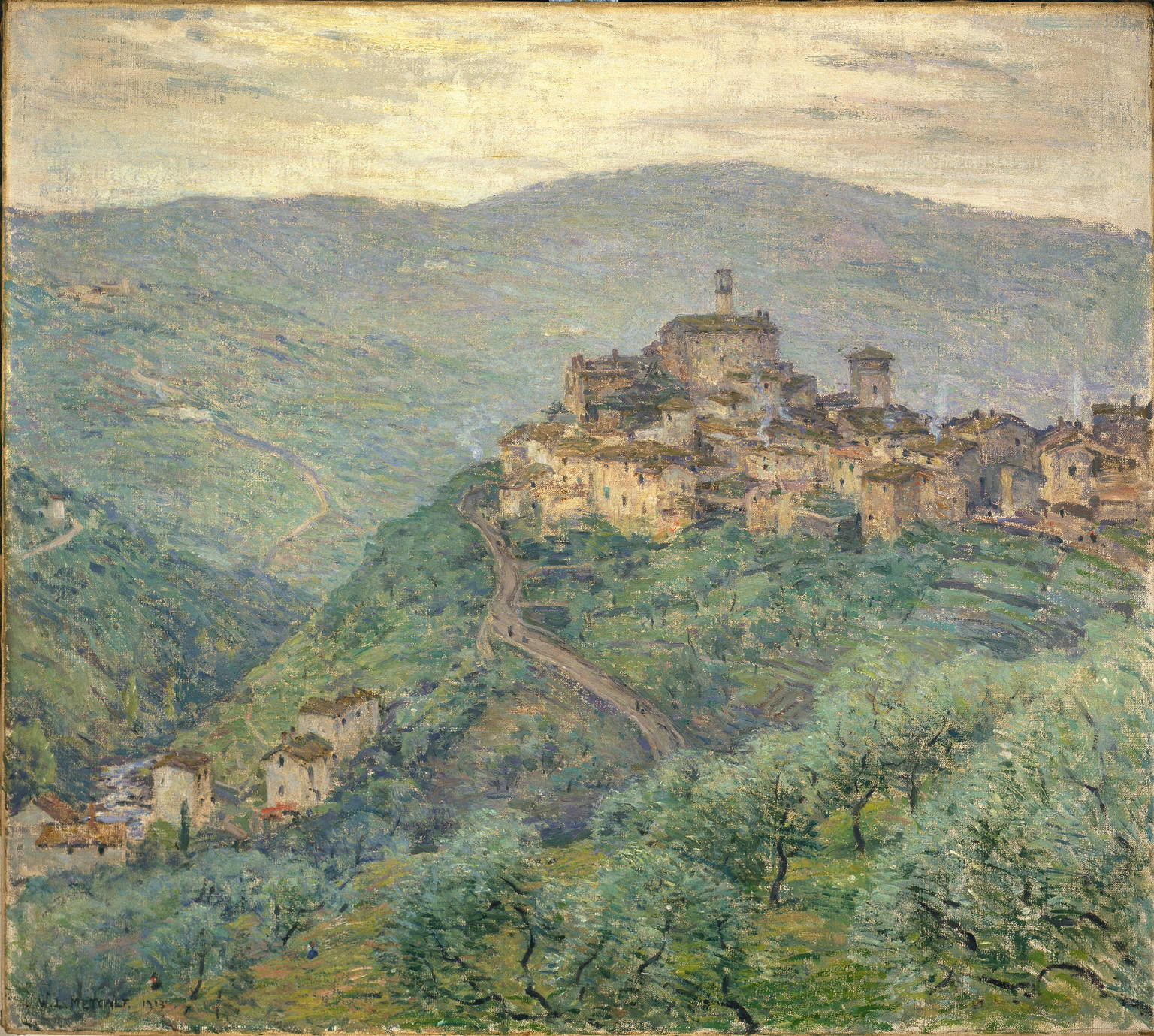
Pelago
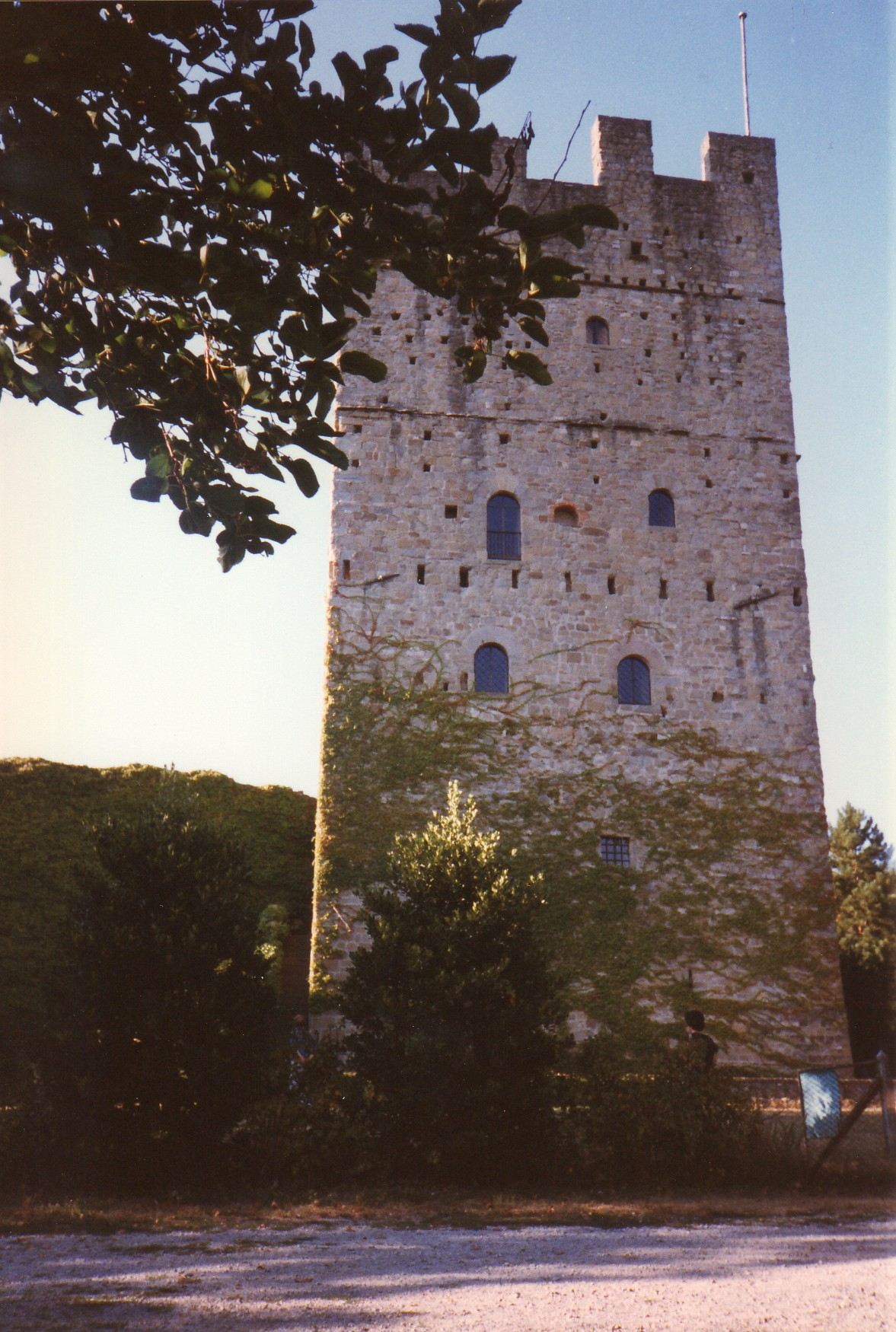
Castello di Porciano in Stia
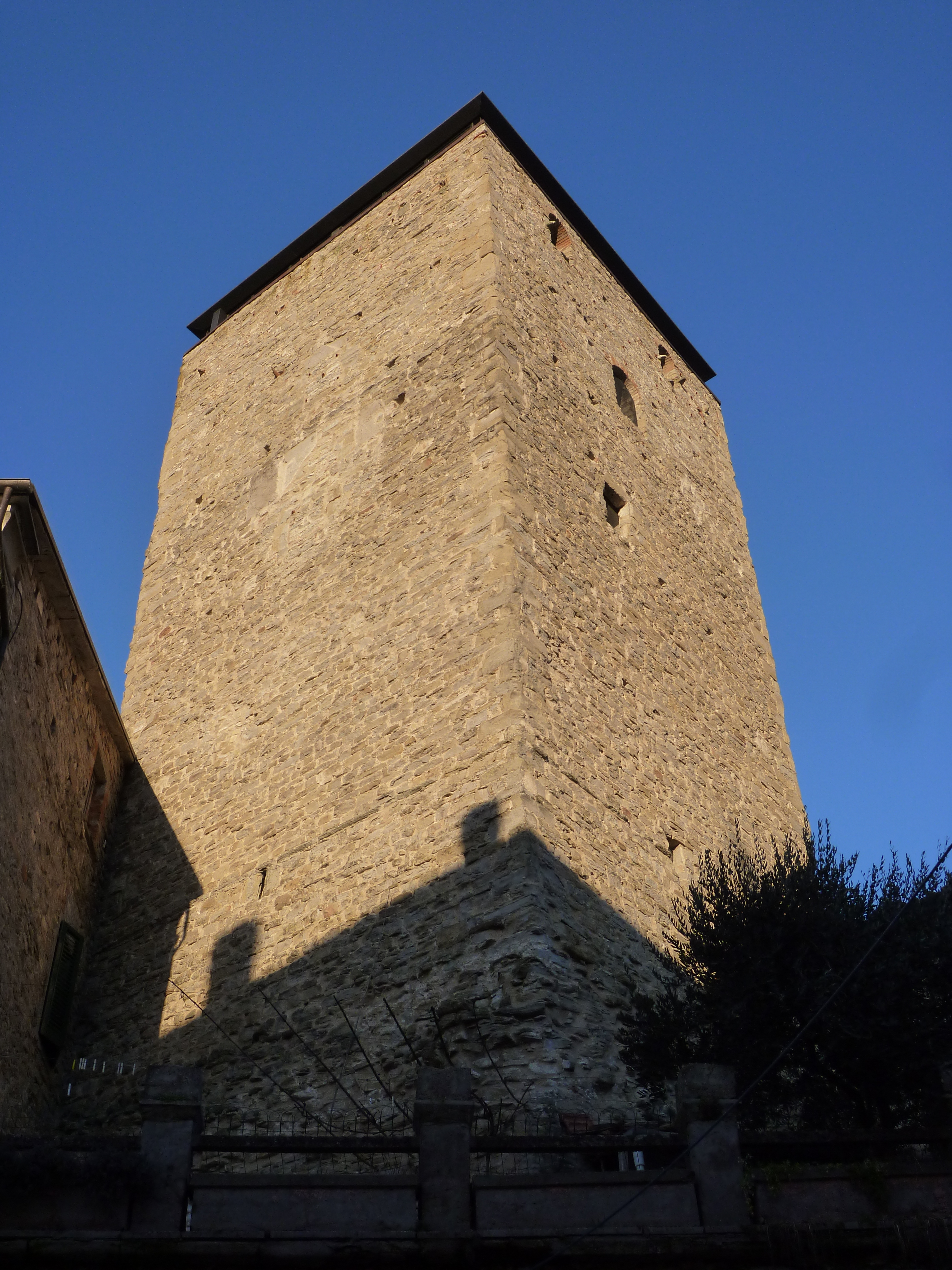
Burg Portico di Romagna
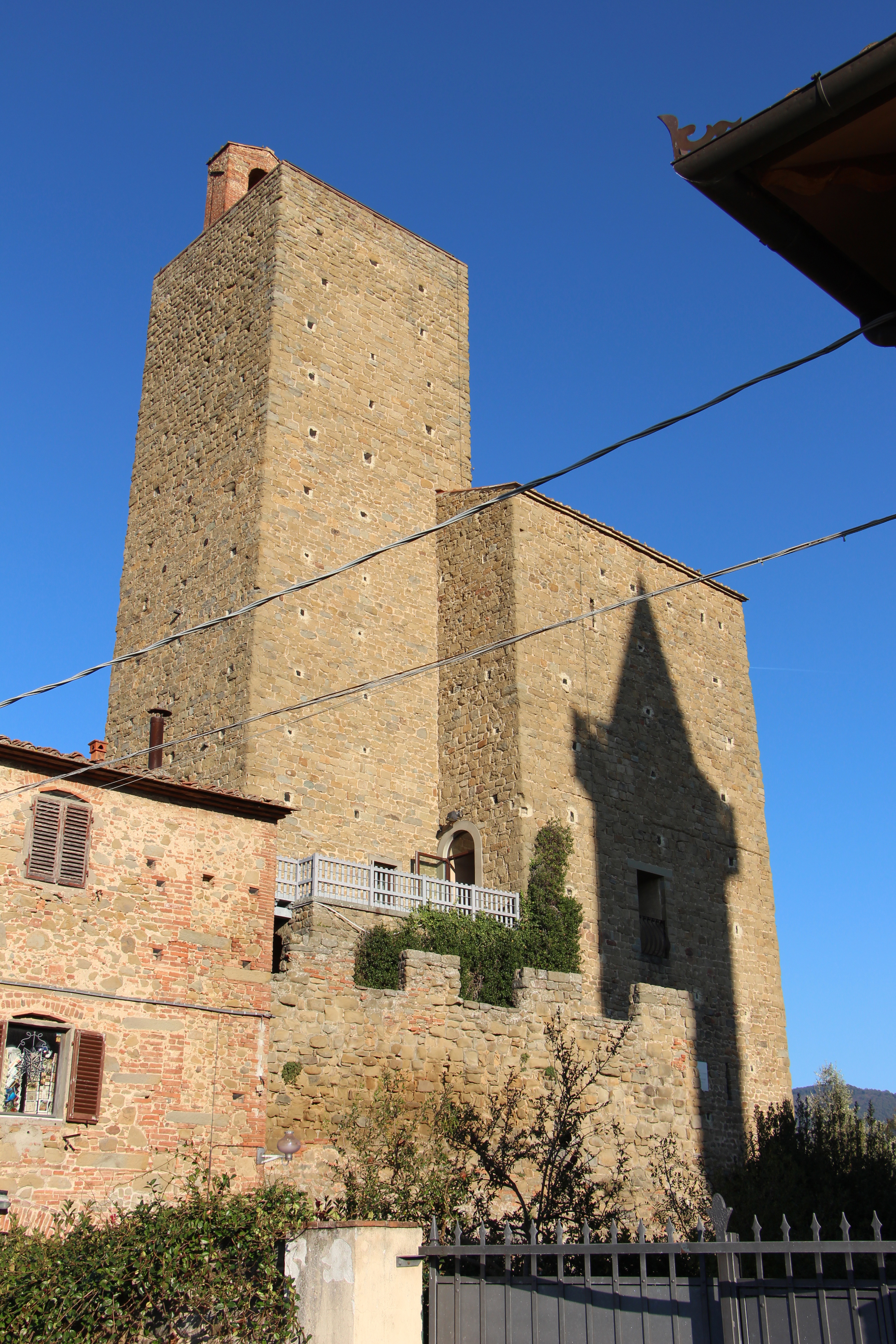
Burg Vinci

## Die Conti Guidi in der Literatur
Zwei Grafen der Guidi werden in der göttlichen Komödie von Dante Alighieri erwähnt.
- Guido Guerra (Inferno, 16. Gesang, Zeilen 37 – 39).

Wer hörte nicht Gualdradas’ Enkel nennen,
Der guten? – Guidoguerra, dessen Geist
Und Rath wie Schwert wir all’ als tüchtig kennen?
- Guido Guidi II di Romena (Inferno, 30. Gesang, Zeilen 73 – 77)

Dort liegt Romena, wo ich mit Metallen
Geringern Werths verfälscht das gute Geld,
Weshalb ich dort der Flamm’ anheimgefallen.
Doch wäre Guido nur mir beigesellt

## Spätere Nachfahren
Einige Linien der Guidi pflanzten sich fort, gelangten jedoch nicht mehr zur früheren Machtstellung. Schon vor der Vertreibung aus Poppi hatten sich im 14. Jahrhundert Zweige in Florenz und Pisa angesiedelt und teils bürgerliche Berufe ergriffen, wobei der gleiche Name auch von anderen bürgerlichen Familien geführt wurde (und wird).
In Volterra erwarben die Grafen Guidi 1565 den Palazzo Guidi; Jacopo Guidi aus Volterra (1514–1588) amtierte 1561–68 als Bischof von Penne-Atri und erwarb einen Palazzo in Florenz. Mitte des 19. Jahrhunderts erwarben Guidi dort den Palazzo Guidi Raggio. Der Zweig in Carrù führte den Titel Patrizier.

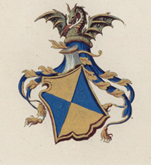
Wappen derer Guidi di Bagno

Die Guidi aus Bagno di Romagna erhielten 1554 den Titel Marchese di Bagno e Montebello. Sie stellten die Kardinäle Gianfrancesco (1578–1641) und Nicolò (1583–1663) sowie den kaiserlichen Feldmarschall Scipio (1660–1721); Graf Giulio erhielt 1649 das Bürgerrecht in Rom. 1821 ließen sie sich in Savignano sul Rubicone bei Rimini eine Villa im palladianischen Stil errichten (heute Hotel-Restaurant, im Besitz des Marchese Guelfo Guidi di Bagno; die Familie wohnt in Savignano und Rom). Weitere Vertreter leb(t)en in Ferrara und Mantua.
Ein Zweig der Guidi hatte als einer von drei markgräflichen Geschlechtern einen erblichen Sitz im Herrenhaus, dem Oberhaus des österreichischen Reichsrates inne. Die Guidi aus Castiglione delle Stiviere gingen teilweise nach Belgien, wo sie noch leben.
Ein Rinaldo Guidi aus Montiano wurde 1719 ins Patriziat der Stadt Cesena aufgenommen, wo er sich einen Palazzo baute; diese Familie führte allerdings ein von den historischen Markgrafen verschiedenes Wappen (mit einem Baum), was dafür spricht, dass es sich nicht um Nachfahren handelt. Mit Romoaldo Guidi (* Cesena 1722; † 1780) stellten sie einen Kardinal. Im 18. Jahrhundert erhielt die Familie vom König von Sardinien-Savoyen den Titel eines Marchese. Costantino Guidi (* Cesena 1832) war der Letzte dieser Familie.

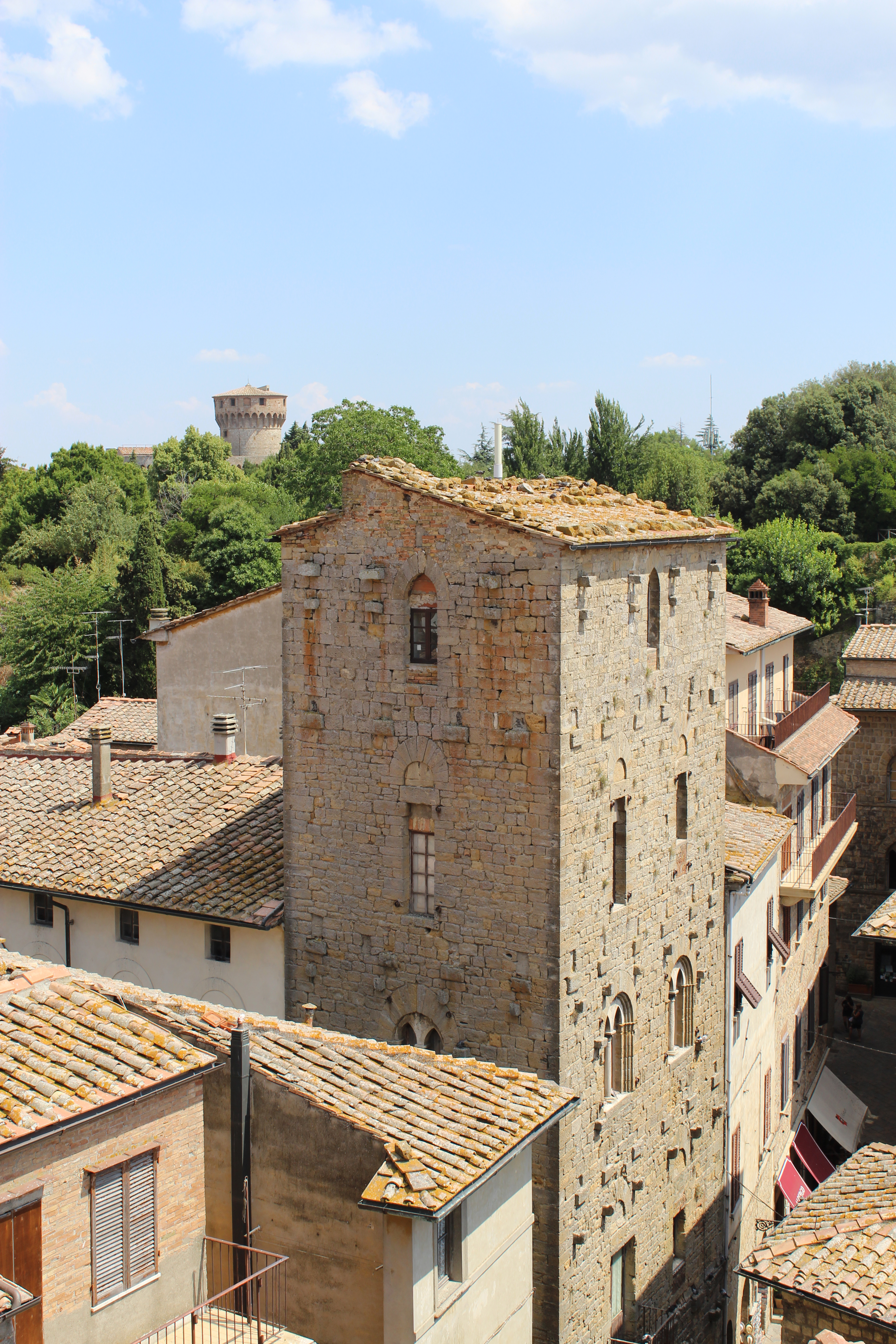
Palazzo Guidi in Volterra
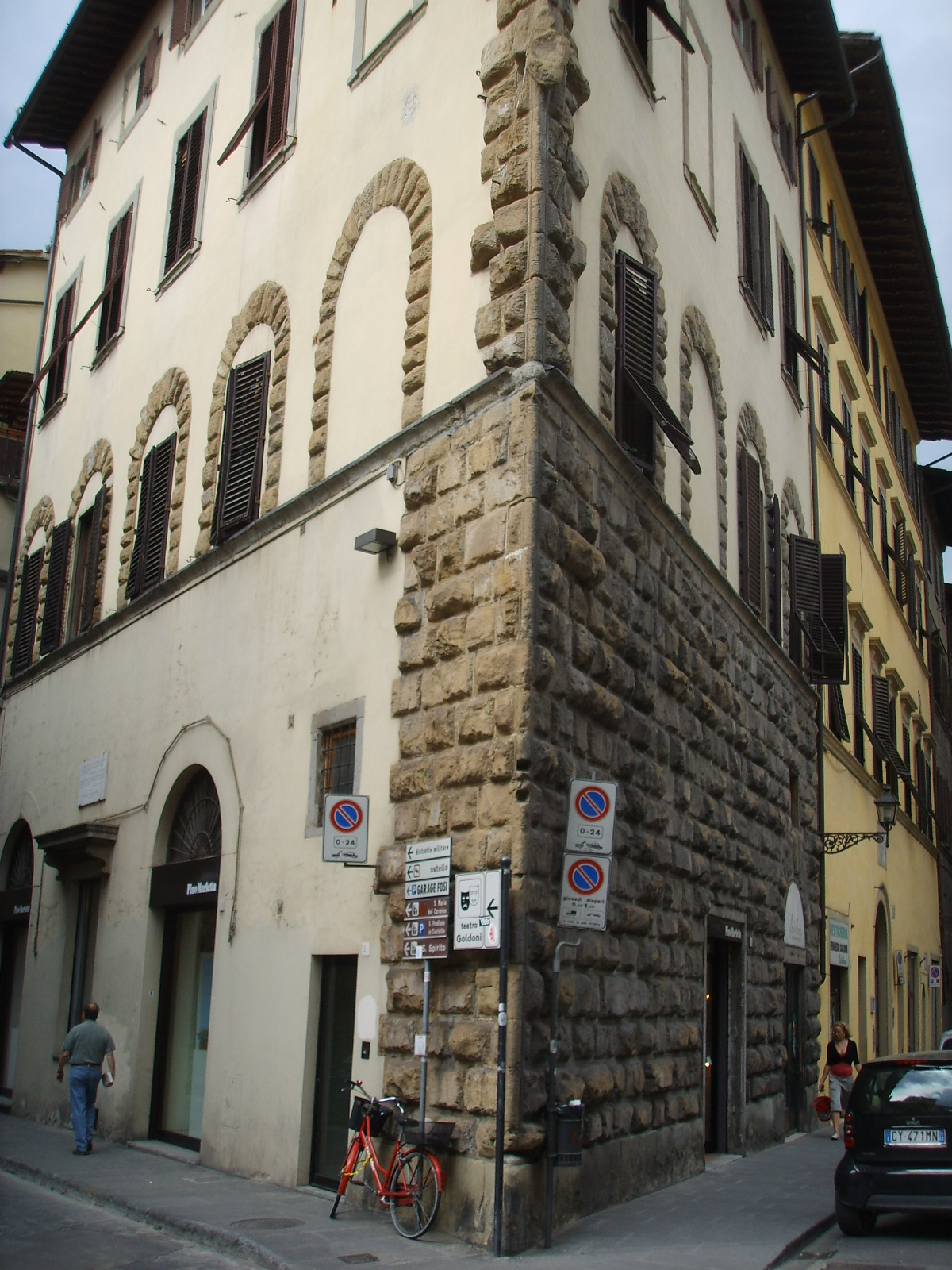
Casa Jacopo Guidi in Florenz
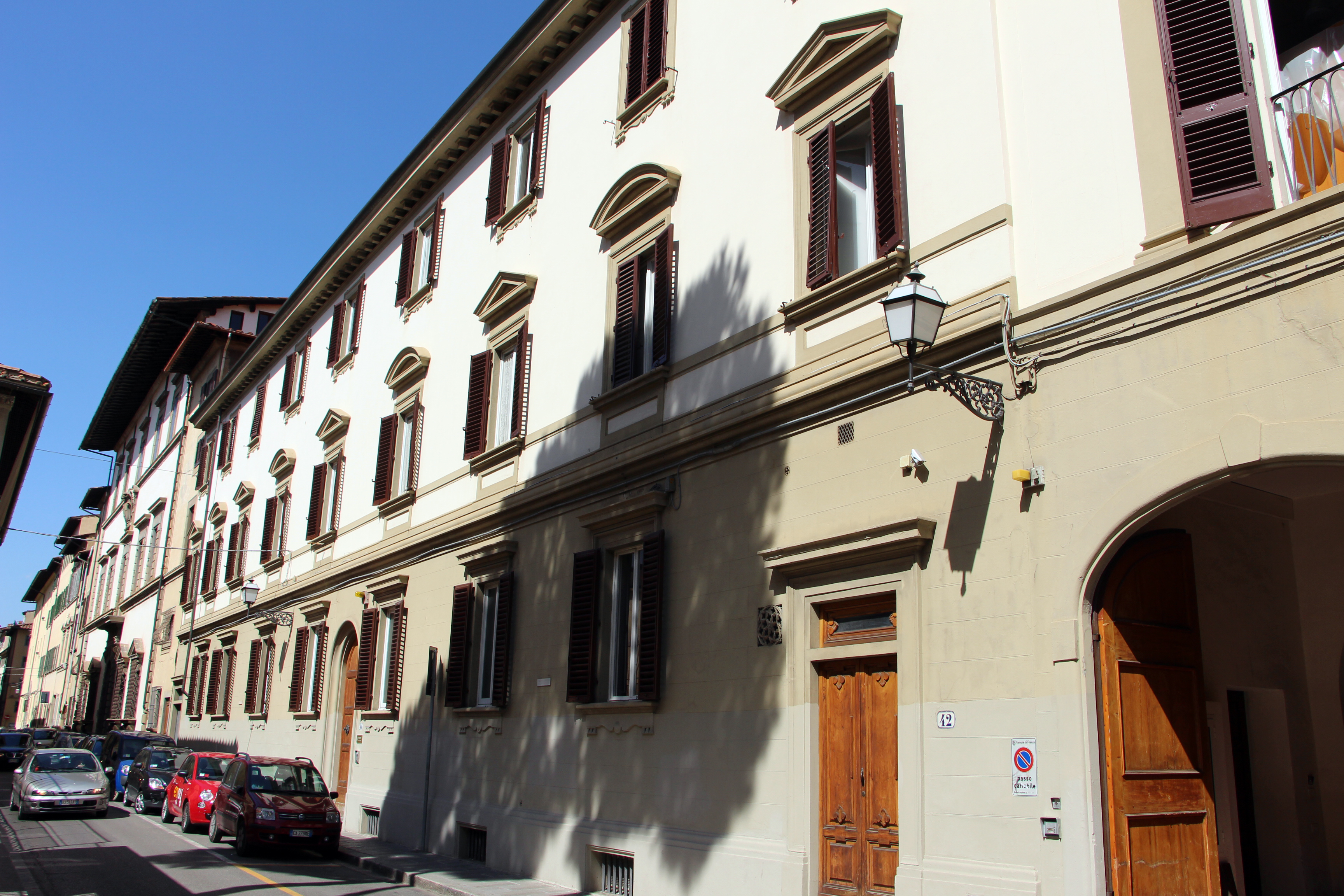
Palazzo Guidi Raggio in Florenz
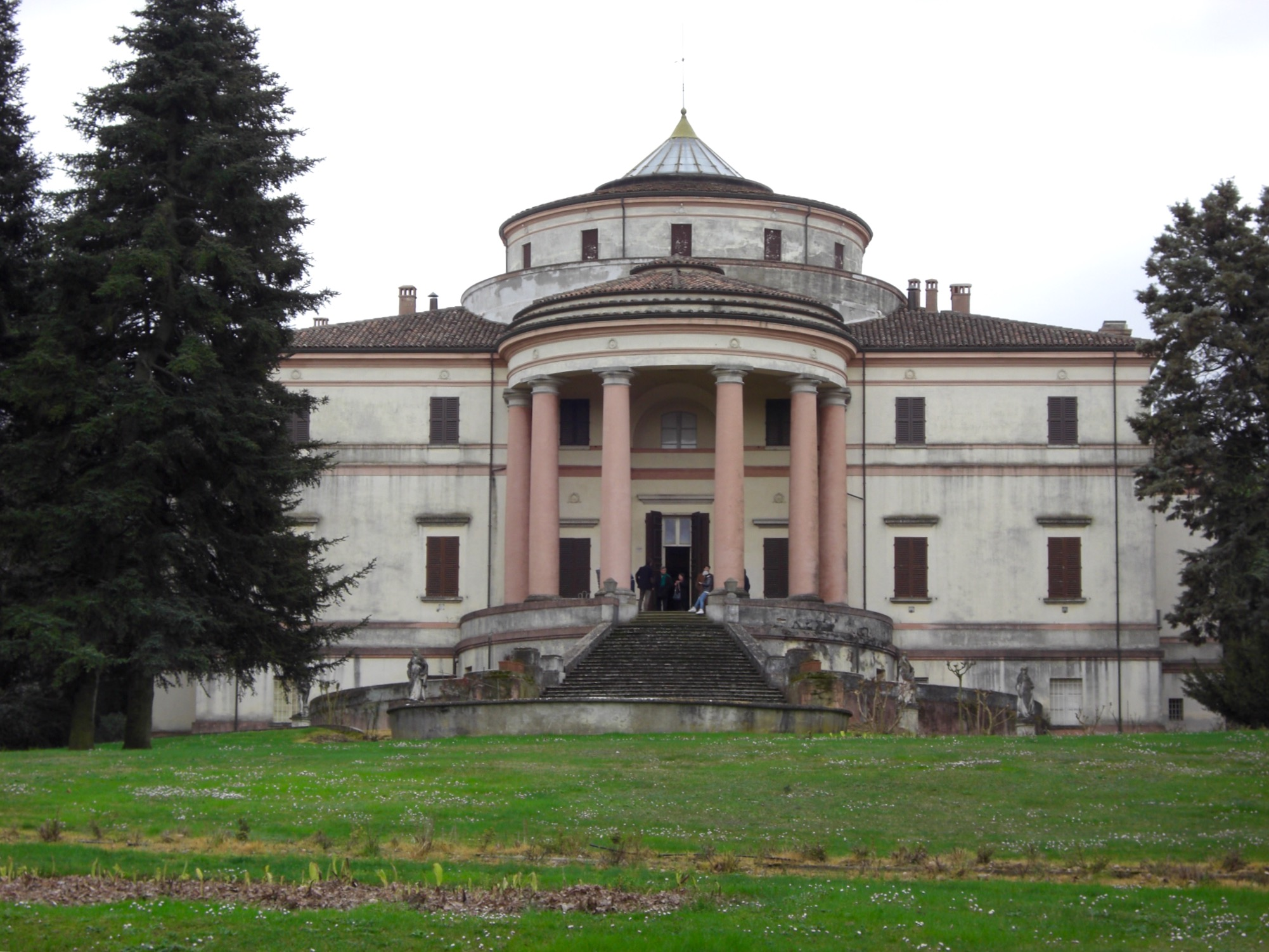
Villa Guidi di Bagno in Savignano sul Rubicone
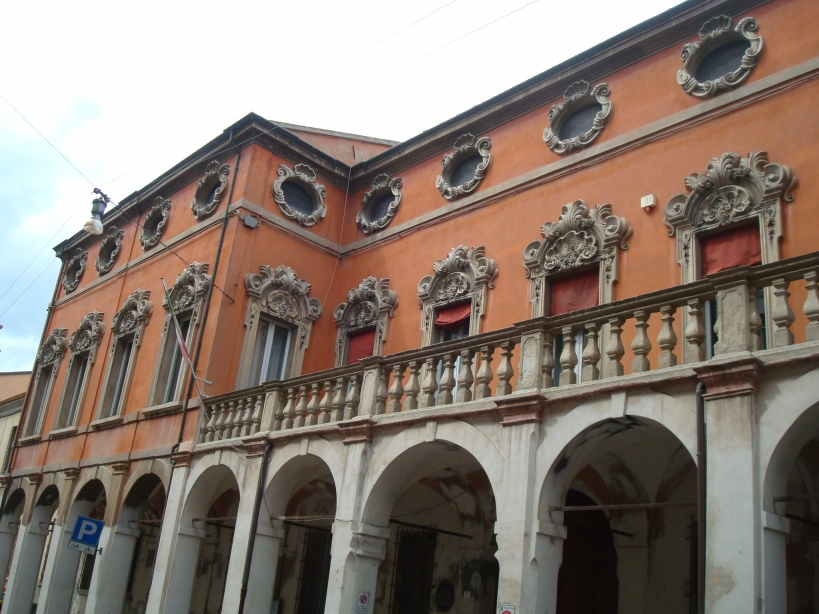
Palazzo Guidi in Cesena

## Einzelnachweise

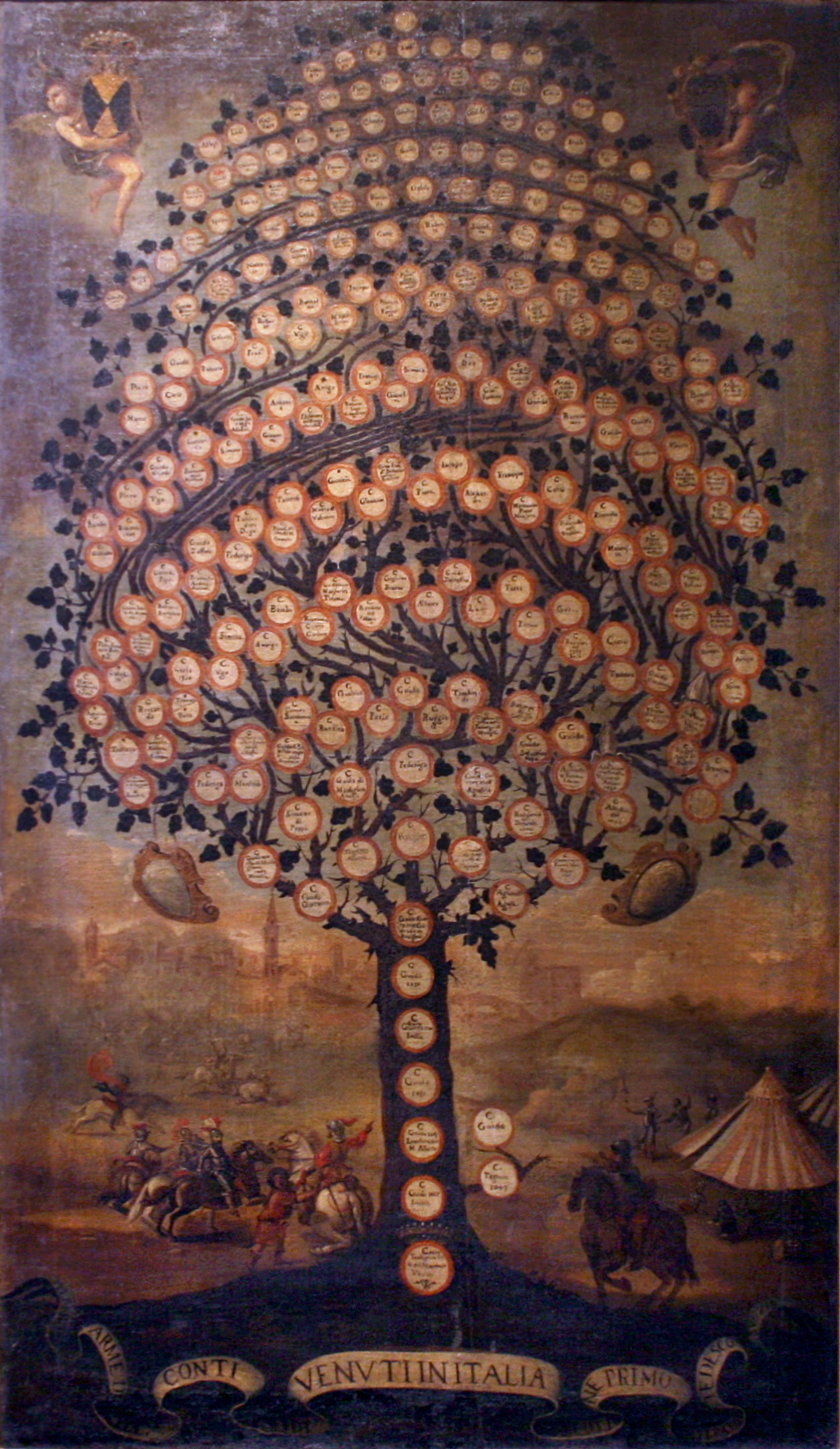
Stammbaum der Guidi (17. Jahrhundert, von Michelangelo Vestrucci)